# Dobromyśl
Dobromyśl este o arie protejată (sit de importanță comunitară — SCI) din Polonia întinsă pe o suprafață de 636,82 ha, integral pe uscat.

## Localizare
Centrul sitului Dobromyśl este situat la coordonatele 51°13′54″N 23°09′51″E / 51.2317°N 23.1643°E.

## Înființare
Situl Dobromyśl a fost declarat sit de importanță comunitară în august 2007 pentru a proteja 11 specii de animale.

## Biodiversitate
Situată în ecoregiunea continentală, aria protejată conține 9 habitate naturale: Vegetație psamofilă uscată cu pășuni deschise de Corynephorus și Agrostis, Ape puternic oligomezotrofe cu vegetație bentonică cu Chara spp., Pajiști calcaroase din nisipuri xerice, Formațiuni ierboase bogate în specii de Nardus, dezvoltate pe substraturi silicioase în zone montane (și în zone submontane, în Europa continentală), Pajiști cu Molinia pe soluri calcaroase, turboase sau argilos-nămoloase (Molinion caeruleae), Fânețe de joasă altitudine (Alopecurus pratensis, Sanguisorba officinalis), Mlaștini turboase de tranziție și turbării mișcătoare, Mlaștini alcaline, Păduri de stejar și carpen Galio-Carpinetum.
La baza desemnării sitului se află mai multe specii protejate:
- amfibieni (1): buhai de baltă cu burta roșie (Bombina bombina)
- mamifere (1): vidră de râu (Lutra lutra)
- nevertebrate (5): fluturele auriu (Euphydryas aurinia), fluturele purpuriu (Lycaena dispar), Lycaena helle, Phengaris nausithous, Phengaris teleius
- pești (3): țipar (Misgurnus fossilis), boarță (Rhodeus amarus), Rhynchocypris percnurus
- reptile (1): țestoasa de baltă (Emys orbicularis)